# Rund um Berlin 1954
Rund um Berlin 1954 war die 48. Austragung des ältesten deutschen Eintagesrennens Rund um Berlin. Es fand am 22. August über 220 Kilometer statt.

## Rennverlauf
Ohne die DDR-Nationalfahrer, die an den UCI-Straßen-Weltmeisterschaften teilnahmen, gingen alle bekannten Fahrer der Leistungsklasse I an den Start.
Start und Ziel war in jenem Jahr das Stadion an der Cantianstraße im Prenzlauer Berg. Die mit Vorgaben gestarteten Fahrer der Leistungsklassen II und III wurden rasch eingeholt. Es formierte sich eine Spitzengruppe von 14 Fahrern, die bis ins Ziel auf der Aschenbahn im Stadion zusammenblieb. Noch vor der Einfahrt in das Stadiongelände hatte sich Kirchhoff die Führung gesichert, die er im finalen Sprint dann nicht mehr abgab.
|     | Fahrer         | Verein                   | Zeit (h)  |
| --- | -------------- | ------------------------ | --------- |
| 01. | Rudi Kirchhoff | BSG Einheit Berliner Bär | 6:14:25 h |
| 02. | Paul Dinter    | BSG Motor Wildau         | 6:14:25 h |
| 03. | Erich Schulz   | BSG Post Berlin          | 6:14:25 h |
| 04. | Willi Köhler   | BSG Stahl Eisleben       | 6:14:28 h |
| 05. | Helmut Stolper | BSG Lok Bautzen          | 6:14:28 h |
| 06. | Bohr           | BSG Einheit Berliner Bär | 6:14:28 h |
| 0 … |                |                          |           |